# MYL9
MYL9‏ (Myosin light chain 9) هوَ بروتين يُشَفر بواسطة جين MYL9 في الإنسان.